# Paul Malvern
Paul Malvern, né le 28 juin 1902 et mort le 29 mai 1993, est un producteur de cinéma américain.
De 1930 à 1950 approximativement, il produit une centaine de films, quasi exclusivement des westerns B.

## Biographie
Durant son enfance, il joue avec la troupe d'acrobates familiale et fait du music-hall. Il commence sa carrière à Hollywood au début du cinéma parlant en tant que cascadeur, mais arrête vite en raison de blessures survenues en plongeant depuis le haut du mat d'un bateau. Il est alors engagé comme assistant réalisateur, puis s'élève rapidement au rang de producteur pour Monogram Pictures. Après avoir brièvement créé son studio en 1933 où il travailla avec John Wayne, il est engagé chez Universal Pictures en 1936. Là, il continue d'offrir des rôles à Wayne. Il participe à l'avènement d'Universal en créant de nombreux films à succès pour le studio. Il prend sa retraite en 1952.

## Lone Star Productions

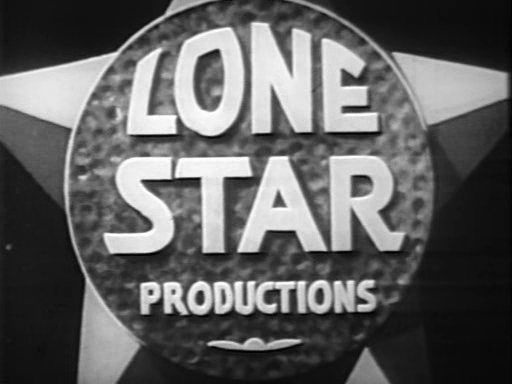
Logo de Lone Star Productions

En 1933, alors qu'il travaille pour Monogram Pictures, Paul Malvern lance sa société, Lone Star Productions, afin de pouvoir produire ses propres films. Il crée ainsi des westerns B dans la lignée de ceux de la Monogram, qui distribue d'ailleurs ceux-ci. Il y en eut au total seize, de 1933 à 1935.
L'équipe réunie pour ces petites productions varie très peu. Les films sont réalisés et souvent écrits par Robert N. Bradbury. Le premier rôle est chaque fois tenu par John Wayne. Yakima Canutt exécute des cascades spectaculaires récurrentes et joue des rôles mineurs. Gabby Hayes tient plusieurs seconds rôles également. C'est Archie Stout qui dirige la photographie, Carl Pierson assure le montage tandis que E. R. Hickson est crédité de directeur technique. Une grande partie de ces membres étaient alors méconnus et eurent par la suite une longue carrière cinématographique.
- Les Cavaliers du destin (1933)
- Justice pour un innocent (1933)
- Le Texan chanceux (1934)
- À l'ouest des montagnes (1934)
- Panique à Yucca City (1934)
- L'Homme de l'Utah (1934)
- Randy le solitaire (Randy Rides Alone) (1934)
- Terreur dans la ville (1934)
- La Mine d'or perdue (1934)
- Le Territoire sans loi (The Lawless Frontier) (1934)
- Sous le soleil d'Arizona (1934)
- Texas Terror (1935)
- Rainbow Valley (1935)
- The Desert Trail (1935)
- Le Cavalier de l'aube (1935)
- L'Élixir du docteur Carter (1935)

## Sources
- (en) « Biography for Paul Malvern », IMDb (consulté le 26 juin 2009).
- (en) « Paul Malvern Is Dead; Former Stunt Man, 91 », New York Times, 4 juin 1993 (consulté le 26 juin 2009).